# Feytiat
Feytiat (Festiac in occitano) è un comune francese di 5 985 abitanti situato nel dipartimento dell'Alta Vienne nella regione della Nuova Aquitania. Gli abitanti si chiamano Feytiacois.

## Storia

### Simboli
Il primo quarto riprende l'emblema dell'Ordine di Grandmont, che fondò l'abbazia di Châtenet verso il 1120, il secondo è il blasone della famiglia Maldent de Feytiat, nel terzo e nel quarto lo stemma della famiglia Martin du Puytison.

## Società

### Evoluzione demografica
Abitanti censiti

## Amministrazione

### Gemellaggi
- Leun
- Arenys de Munt